# Killer Wolf
Killer Wolf – drugi singel promujący album Danzig II: Lucifuge amerykańskiego zespołu muzycznego Danzig. Wydany w 1990 roku.

## Utwory
1. "Killer Wolf" – 3:59

## Twórcy
- Glenn Danzig – śpiew
- Eerie Von – gitara basowa
- John Christ – gitara
- Chuck Biscuits – perkusja
- Rick Rubin – produkcja

## Wideografia
- "Killer Wolf" – Anton Corbijn, Richard Bell, 1990